# Мицукури, Такаси
Такаси Мицукури (яп. 三栗 崇 Мицукури Такаси, р. 19 февраля 1939) — японский гимнаст, олимпийский чемпион и чемпион мира.
Такаси Мицукури родился в 1939 году в префектуре Тояма.
В 1960 году на Олимпийских играх в Риме Такаси Мицукури получил золотую медаль в составе команды. В 1962 году он завоевал золотую и бронзовую медали чемпионата мира. В 1964 году на Олимпийских играх в Токио Такаси Мицукури вновь получил золотую медаль в составе команды, а на чемпионате мира 1966 года  - снова золотую и бронзовую медали.